# شهرستان تاتنل (جورجیا)
شهرستان تاتنل، جورجیا (به انگلیسی: Tattnall County, Georgia) یک سکونتگاه مسکونی در ایالات متحده آمریکا است که در جورجیا واقع شده‌است.